# Dymokursko – Bahenské louky
Přírodní památka Dymokursko – Bahenské louky se nachází v lesním komplexu mezi obcemi Dětenice, Košík a Prodašice na hranici okresů Jičín, Nymburk a Mladá Boleslav. Územím protéká Bahenský potok. Hlavním předmětem ochrany jsou ekosystémy dubohabřin, acidofilní doubravy, smíšené jasanovo-olšové lužní lesy a další typy lesních porostů. Dále přirozené eutrofní vodní nádrže, střídavě vlhké bezkolencové louky a společenstva vysokých ostřic s bohatým výskytem zvláště chráněných druhů rostlin, mezi něž patří např. lilie zlatohlavá (Lilium martagon), upolín nejvyšší (Trollius altissimus), mečík střecholistý (Gladiolus imbricatus), kosatec sibiřský (Iris sibirica), prorostlík dlouholistý pravý (Bupleurum longifolium subsp. longifolium), ostřice stinná (Carex umbrosa), a živočichů jako ještěrka živorodá Zootoca vivipara), žluva hajní (Oriolus oriolus), chřástal vodní (Rallus aquaticus), vlnopásník lužní (Scopula nemoraria) a lišejníkovec čtveroskvrnný (Lithosia quadra). Území je zároveň součástí rozlehlejší evropsky významné lokality Dymokursko a ptačí oblasti Rožďalovické rybníky.

## Galerie

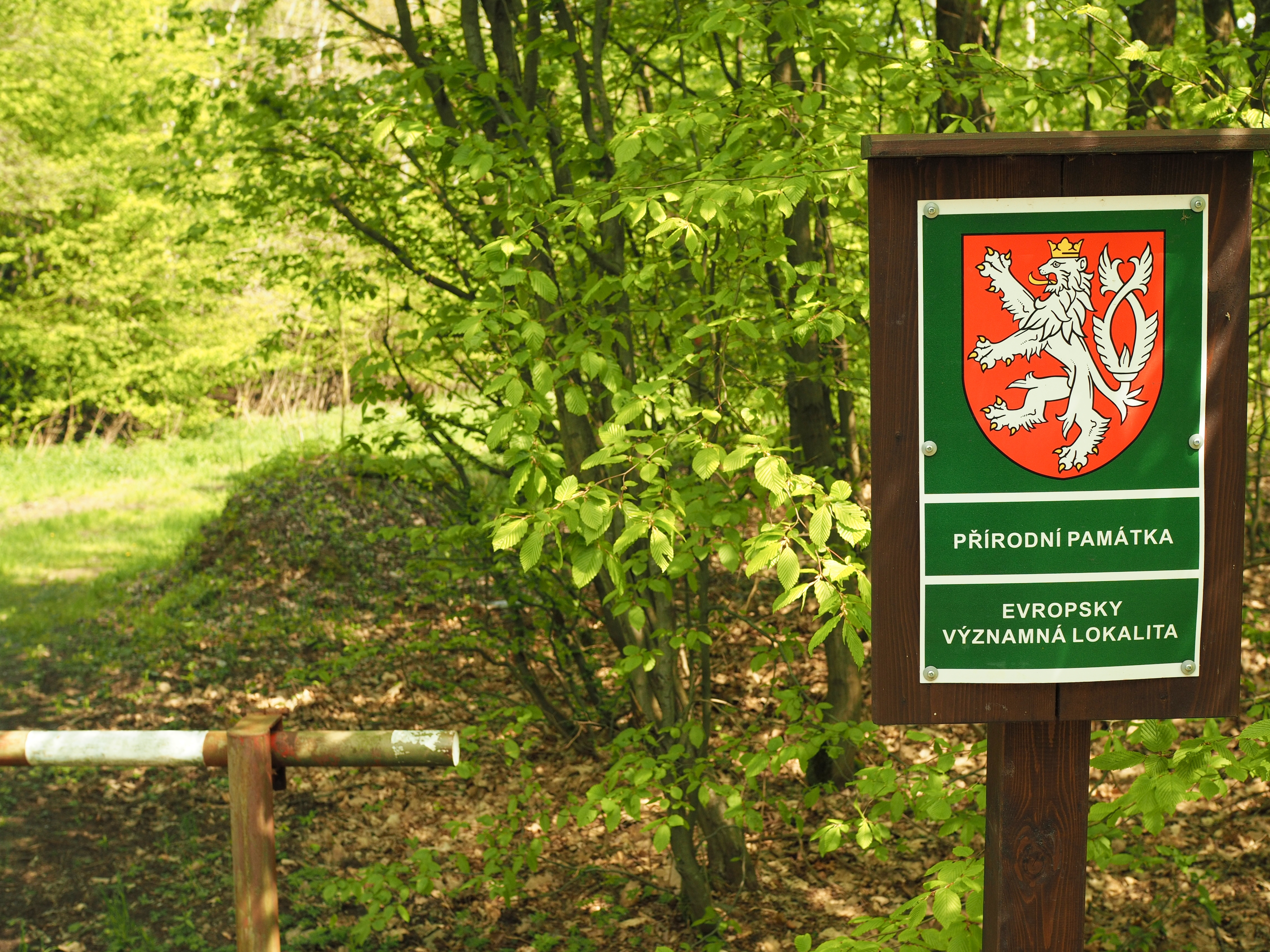
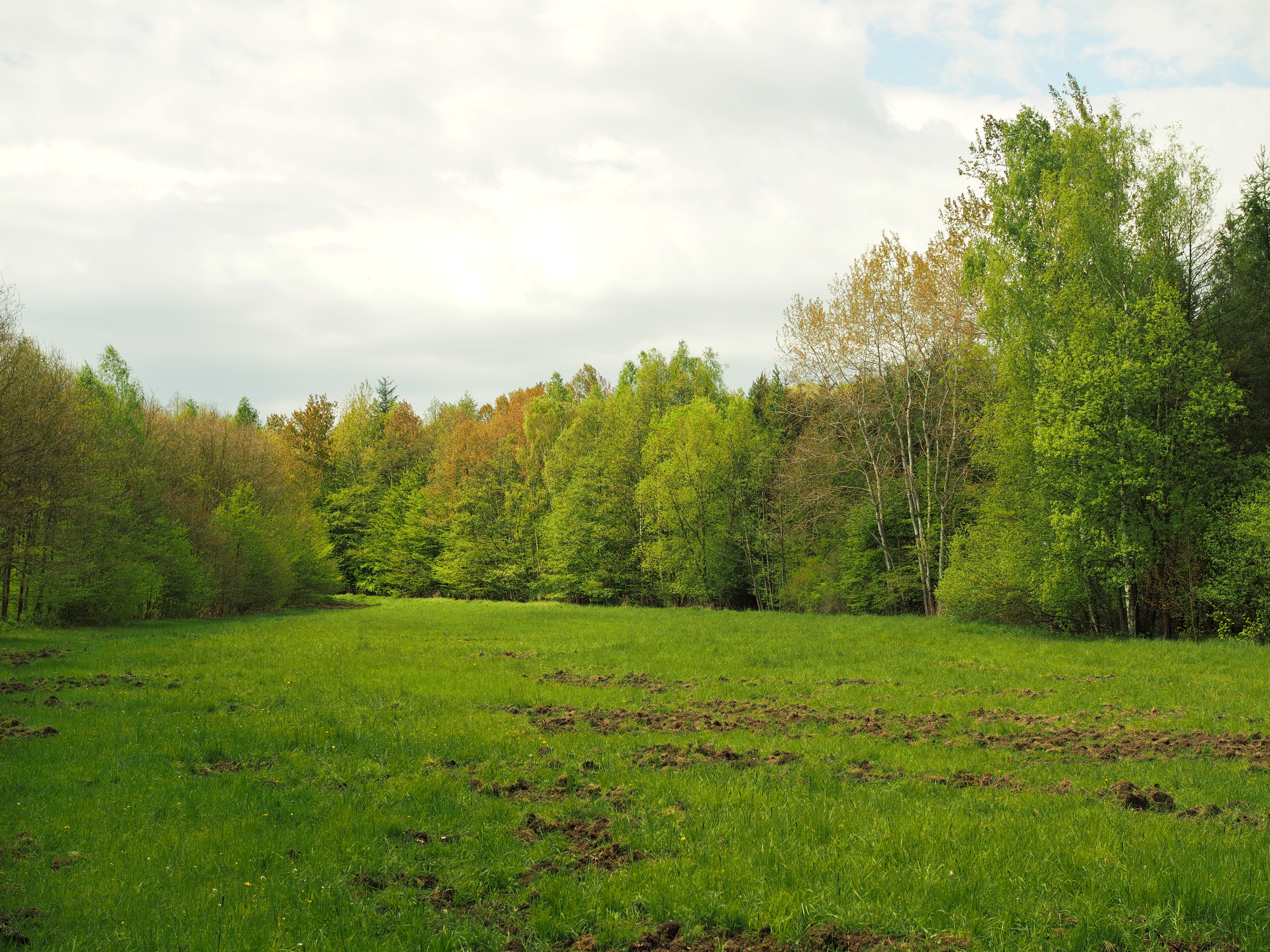
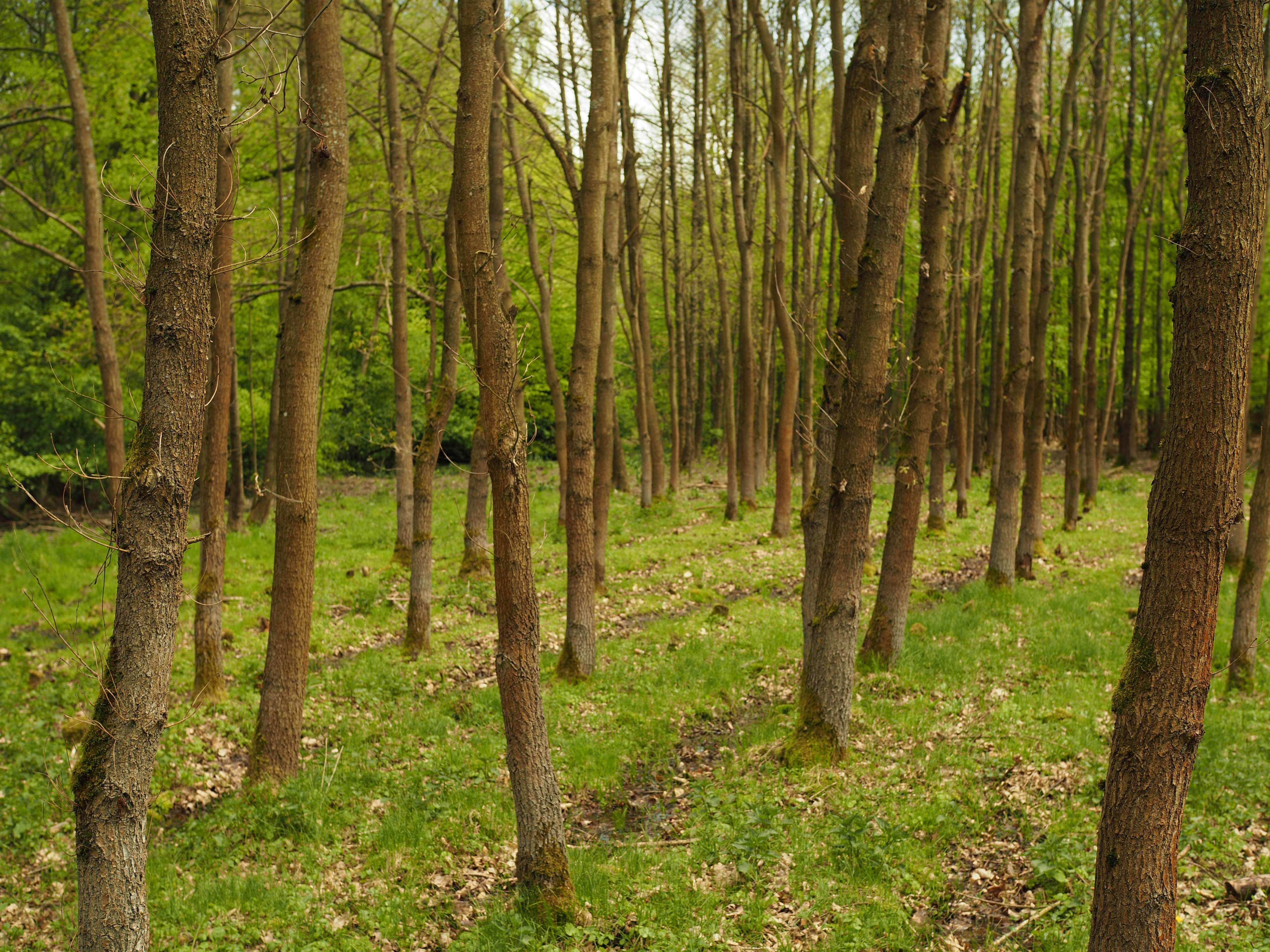
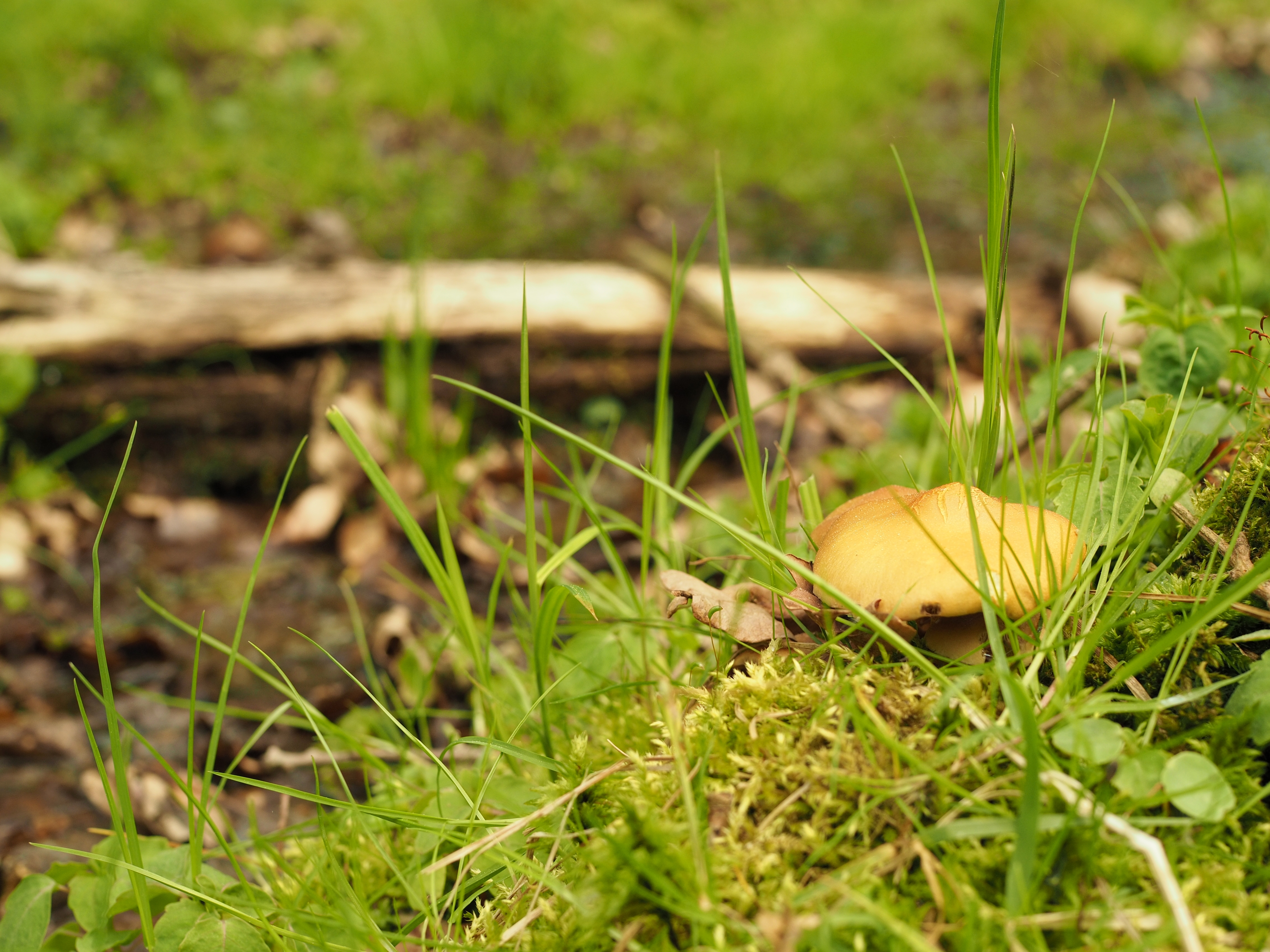
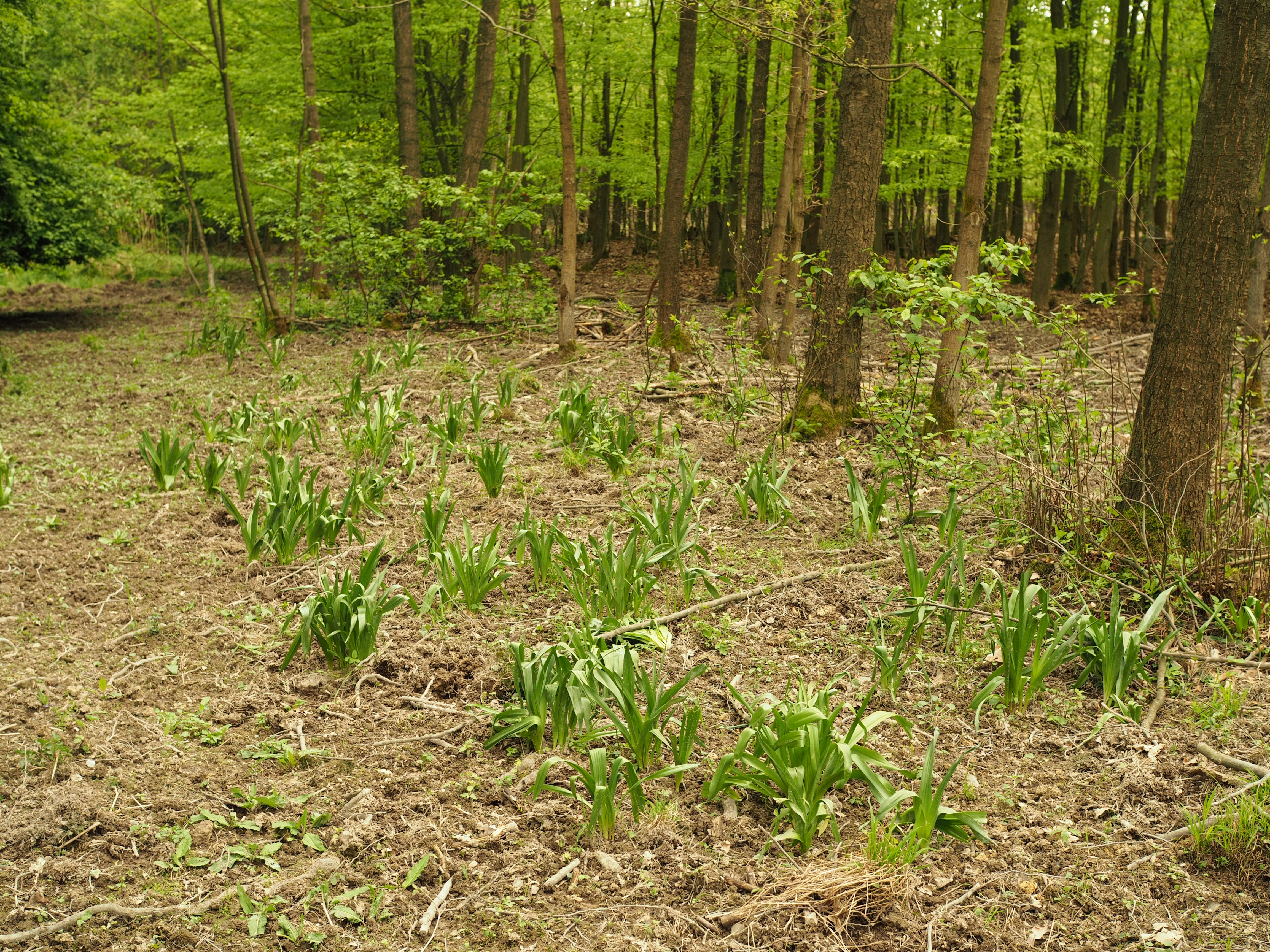